# Triel (Art)
Der Triel (Burhinus oedicnemus) ist eine der Arten der Gattung Burhinus in der Familie der Triele (Burhinidae) innerhalb der Ordnung der Regenpfeiferartigen (Charadriiformes).
Die etwa sechs Unterarten sind von Westeuropa und Nordafrika über den Nahen Osten, das südliche Mittelasien bis nach Hinterindien verbreitet. Außer der Nominatform brüten in Europa noch zwei Inselrassen auf den Kanaren sowie die etwas hellere und kleinere Unterart saharae in Südspanien, den Balearen, einigen Mittelmeerinseln sowie in Griechenland. In Mitteleuropa ist er ein äußerst seltener und in einigen Staaten vom Aussterben bedrohter Brutvogel.

## Merkmale

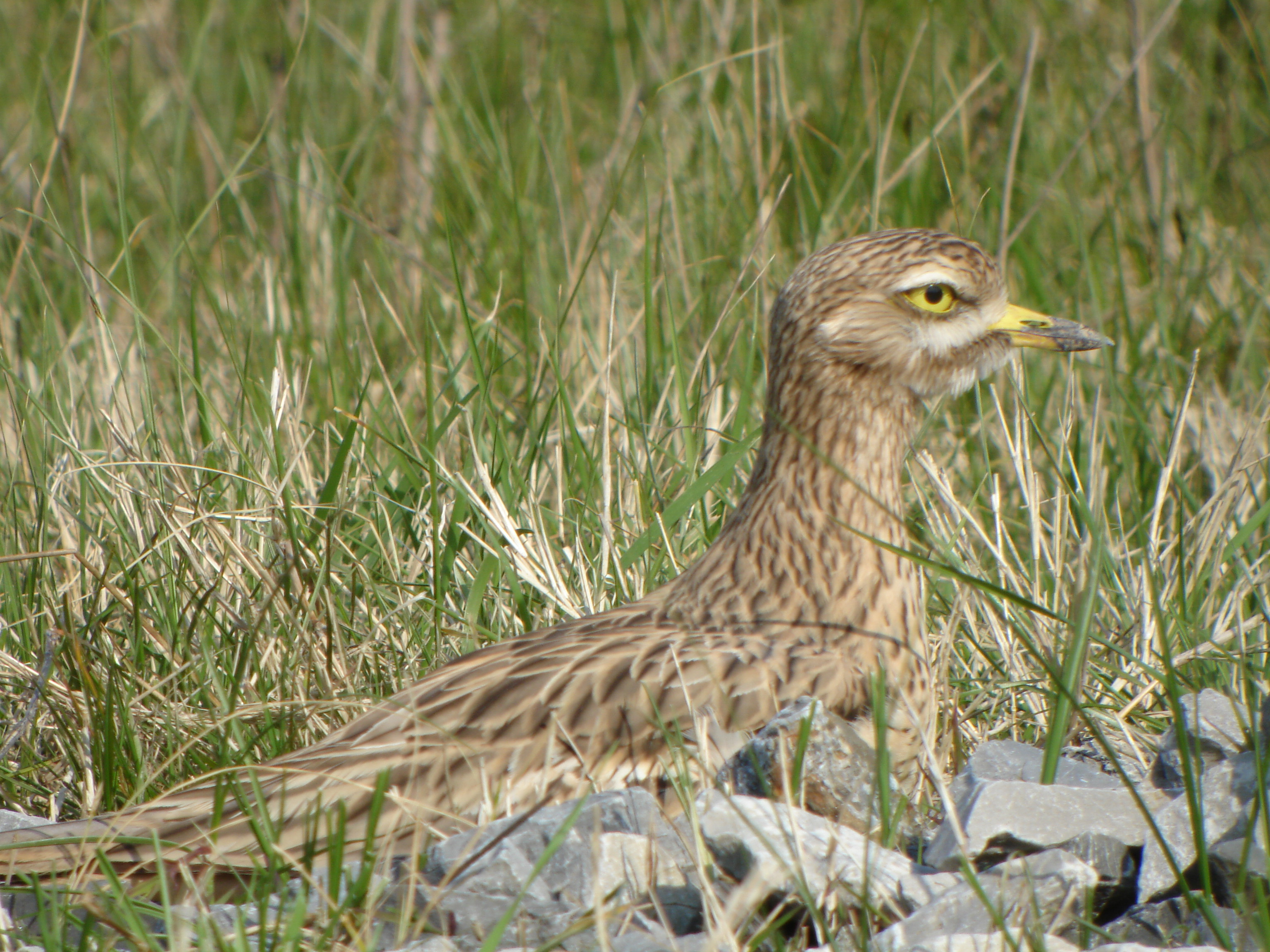
Ein Triel, fotografiert im vogelkundlichen Park im südwestfranzösischen Le Teich.

Der Triel ist ein kompakter, hochbeiniger Vogel; adulte Tiere erreichen eine Körperlänge von 38 bis 45 Zentimetern, 76 bis 88 Zentimeter Flügelspannweite und wiegen zwischen 290 und 535 Gramm. Die Grundfärbung des Gefieders ist sandfarben mit einer dunklen, besonders auf Hals und Brust auffälligen Strichelung. Die Unterseite des Vogels ist hell, zuweilen fast weiß. Der Kopf ist groß, ebenso die Augen mit auffallend gelber Iris. Der gelbe, massive Schnabel endet in einer schwarzen Spitze. Auffallend sind auch die  kräftigen gelblichen Beine mit deutlich verdickten Fersengelenken, die der Art den  englischen Namen Thick-knee eingetragen haben. Die Geschlechter unterscheiden sich weder in der Größe noch in der Gefiederfärbung. Auch das Jugendgefieder gleicht dem ausgefärbter Vögel sehr. Ebenso besteht kein Unterschied zwischen Ruhe- und Brutkleid. Im Flug wirkt die Art von unten sehr hell, sieht man sie von oben, fallen die schwarzen Handschwingen mit einzelnen weißen Einschlüssen auf. Die Nominatform ist von allen Unterarten die größte und die am dunkelsten gefärbte.
Insgesamt ist die Art gut bestimmbar und kaum zu verwechseln.

## Stimme
Der Gesang ist der auffälligste Hinweis für die Anwesenheit der Art. Der Reviergesang ertönt meist in den Abendstunden (oder auch nachts) und kann – mit kurzen Unterbrechungen – die ganze Nacht über andauern. Die größte Gesangsintensität wird meist erst in den frühen Morgenstunden erreicht. Er ist ein melodisches, etwas wehmütiges relativ hohes, nicht ganz reines Flöten, das sich etwa mit krüüeeeii oder triüüiii transkribieren lässt. Er wird sowohl auf dem Boden als auch im Fluge vorgetragen. Der Ruf ist fast einen Kilometer weit zu hören und erinnert entfernt an Rufe des Großen Brachvogels. Oft rufen mehrere Männchen gleichzeitig. Als weitere Rufe sind melodische, regenpfeiferähnliche Pfiffe zu hören. Bei Bedrohung, die ein unbemerktes Entkommen nicht mehr erlaubt, schlagen Altvögel mit den Flügeln auf den Boden.

## Lebensraum und Verbreitung

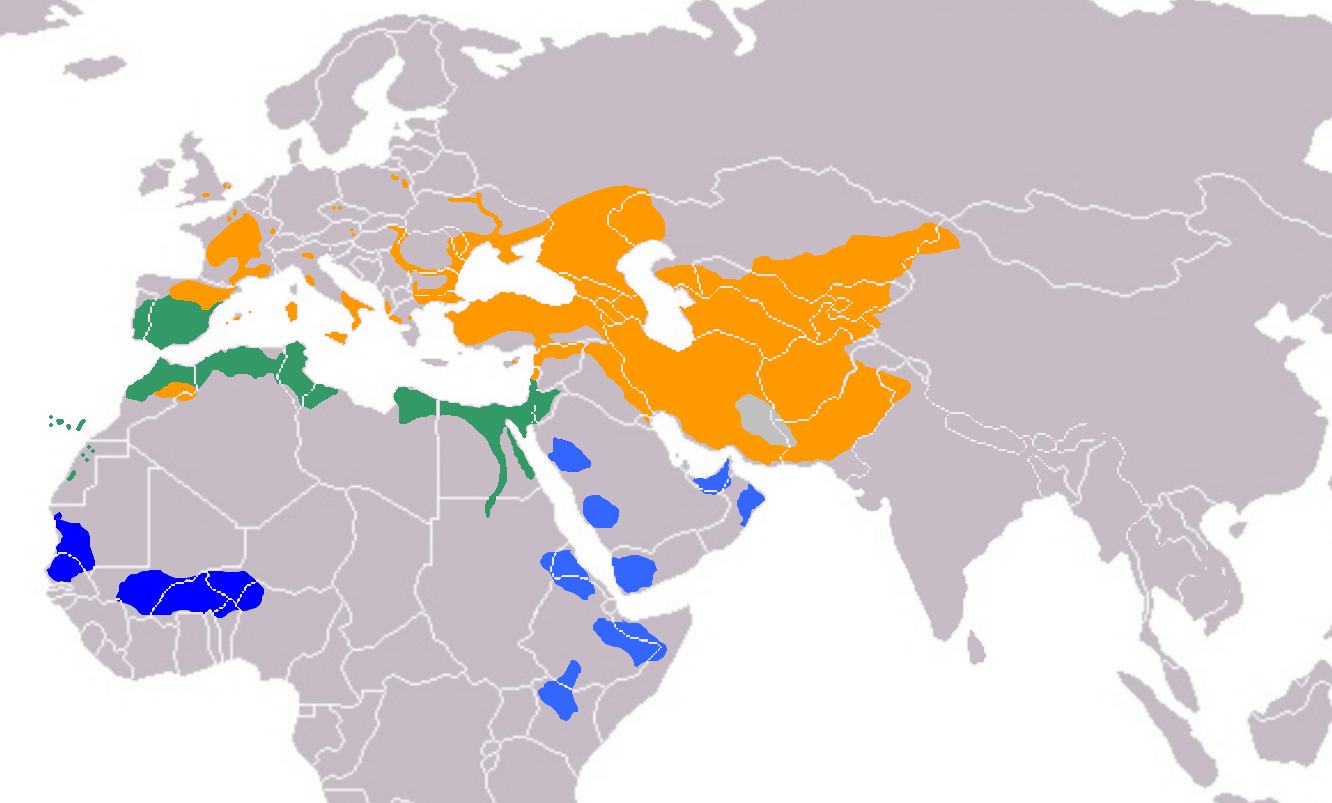
Orange: Vorwiegend Sommervogel mit Überwinterungsgebieten in den blauen, teilweise aber auch in den grünen Zonen.
Grün: Vorwiegend Jahresvogel.
Blau: Überwinterungsgebiete

Der Triel ist ein Bewohner trockener, steiniger Gebiete mit nur geringer oder sehr niedriger Vegetation. In Europa sind das vor allem Brachland, Küstendünen, sandige, sehr lichte Wälder, Trockenrasengebiete sowie Kies- und Schotterbänke an Flussufern. Im zunehmenden Maße weicht die Art auf Sekundärlebensräume wie Truppenübungsplätze, Schottergruben oder aufgelassene Tagebaugebiete aus. Gelegentlich werden auch landwirtschaftlich genutzte Flächen besiedelt.
Die Nominatform brütet von Westfrankreich und Südengland in einem breiten Gürtel südostwärts bis ins Schwarzmeergebiet und Anatolien, südwestwärts bis Spanien, südwärts bis Sizilien, Kreta und Zypern. Der Großteil Deutschlands, Skandinaviens einschließlich Dänemarks sowie das Baltikum wurden nicht besiedelt.
In Zentraleuropa war die Art immer selten und ist heute nur mehr in ganz wenigen Restvorkommen vorhanden. In Deutschland wird der Triel zurzeit nicht mehr zu den regelmäßigen Brutvögeln gezählt, in Österreich bestehen ganz kleine Restvorkommen. Über die Bestände der weiteren Unterarten sind keine genauen Zahlen bekannt.
Ihre Verbreitungsgebiete:
- distinctus:  Westliche Kanarische Inseln
- insularum: Östliche Kanarische Inseln. Beide Unterarten sind heller und weniger kontrastreich gefärbt; sie sind deutlich kleiner als die Nominatform.

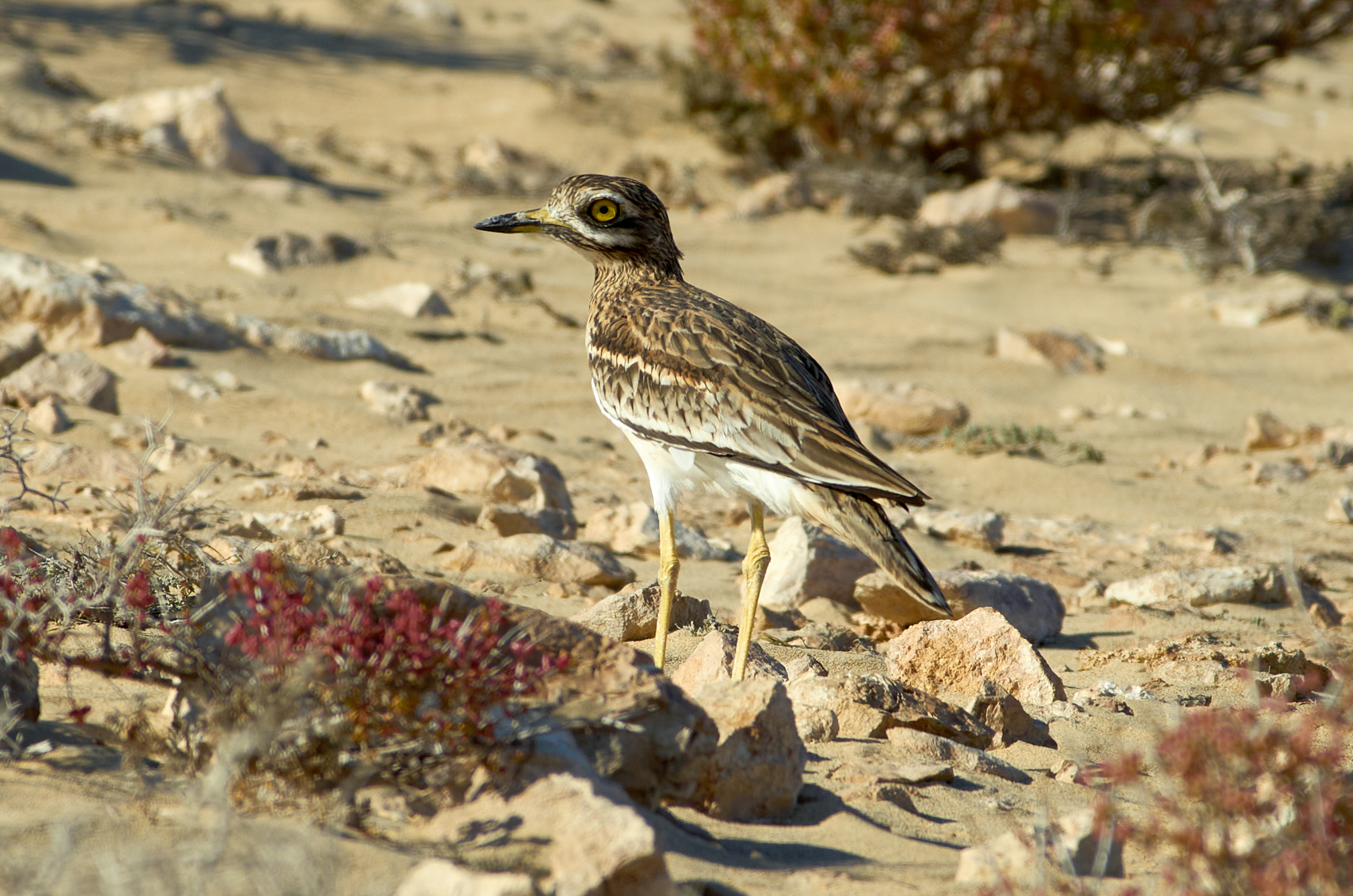
Triel der östlichen Kanarenunterart B. oedicnemus insularum

- saharae: Die kleinste aller Unterarten lebt in Südgriechenland, auf vielen Mittelmeerinseln, in Nordafrika, Kleinasien, dem Nahen Osten sowie im südlichen Irak und Iran.
- harteri: Die Brutgebiete dieser hellen, in der Größe etwa der Nominatform entsprechenden Unterart beginnen im südlichen Wolgagebiet und ziehen sich aufgelockert über die Kaspis, die westlichen zentralasiatischen Staaten, einschließlich Afghanistans, den Iran, Pakistan bis ins äußerste Nordindien fort.
- indicus: Diese ebenfalls kleine Unterart bewohnt geeignete Habitate in Indien und Sri Lanka. Weiter im Osten sind die Vorkommen stark aufgesplittert und reichen etwa bis Korea und Vietnam.

## Wanderungen
Der Triel ist sowohl Standvogel, Teilzieher als auch Langstreckenzieher. Art und Ausprägung des Zugverhaltens hängen von der Unterart sowie deren Brutstandort ab. Die kanarischen Inselrassen, indicus sowie die meisten Populationen von saharae sind Standvögel oder Kurzstreckenzieher. Einige vagabundieren außerhalb der Brutzeit. Die meisten Populationen der Unterart harteri ziehen in Süd- und Südwestrichtung ab und überwintern am Rande von Oasengebieten sowie in Trockensteppen auf der Arabischen Halbinsel bzw. in Ostafrika, insbesondere Südsudan, Eritrea, Somalia. 
 Auch das Zugverhalten der Nominatform ist uneinheitlich. Fast alle kontinentaleuropäischen Populationen sind Zugvögel, einige haben ausgesprochene Langstreckenzugtraditionen. Viele englische Triele (insbesondere Jungvögel aus Zweitbruten) versuchen dagegen im Brutgebiet zu überwintern.
Die Überwinterungsgebiete der europäischen Zieher beginnen bereits im nördlichen Mittelmeergebiet sowie in Südwestfrankreich. Vielfach wird der Zug jedoch fortgesetzt und kann bis in die (vor allem westafrikanische) Sahelzone führen. Triele sind Breitfrontzieher, sie überfliegen die Alpen und das Mittelmeer offenbar ohne Umgehungsstrategie. Die Transsaharazieher wählen Oasenrouten.
Ab Mitte Juli verlassen die kontinentaleuropäischen Triele ihr Brutareal und schließen sich zu Wandergesellschaften zusammen. Dieser erste Wegzug führt in geeignete Gebiete, in denen der Gefiederwechsel erfolgt. Danach (etwa ab Mitte September) lösen sich diese Mauserverbände schnell auf und der eigentliche Zug beginnt. Die südlichsten Überwinterungsgebiete werden bereits wieder gegen Ende Januar verlassen, die zentraleuropäischen Brutgebiete werden aber nicht vor Mitte März, meist aber erst in der zweiten oder dritten Aprildekade erreicht.

## Verhalten
Burhinus oedicnemus ist dämmerungs- bzw. nachtaktiv. Nur an sehr trüben Tagen sowie während der Jungenaufzucht wurden auch länger andauernde Aktivitätsphasen während des Tages festgestellt. Der Aktivitätsbeginn wird auch außerhalb der Brutzeit meist mit Rufen eingeleitet, deren größte Intensität jedoch erst kurz vor Anbruch der Morgendämmerung erreicht wird. Den Tag verbringt die Art flach an den Boden gedrückt in guter Deckung. Während dieser Ruhezeit wird Nahrung nur dann aufgenommen, wenn sie äußerst leicht erreichbar ist. Häufig stehen Triele längere Zeit fast unbeweglich mit hoch erhobener Körperhaltung. Auf Grund ihrer Tarnfärbung sind sie auch in dieser Position schwer zu entdecken.
Bei Störungen fliegt der Triel nur selten auf, sondern versucht sich mit geducktem Körper und vorgestrecktem Hals schleichend oder laufend aus dem Gefahrenbereich zu entfernen. Auch vor ernsten Bedrohungen rennt er erstmals äußerst schnell und wendungsreich davon. Vor Flugfeinden nimmt er zuweilen eine hoch erhobene, fast an eine Dommel erinnernde Pfahlstellung ein. Muss er auffliegen, kehrt er nie direkt zur Nistmulde zurück, sondern landet entfernt; bei der Rückkehr zum Gelege wurden Ablenkungsverhaltensweisen wie Scheinpicken oder Scheinbrüten beobachtet. 

Triele fliegen mit kräftigem und ausholendem Flügelschlag, meist in Bodennähe und ohne besondere Flugmanöver.
In Aggressionssituationen ist die Körperhaltung hoch aufgerichtet, die Flügel sind ausgebreitet, wobei die Flügelinnenseite dem Gegner zugewendet wird. Meist faucht der Vogel mit leicht geöffnetem Schnabel. Zwischen Artgenossen kann es in der Balz- und Brutzeit zu Kämpfen kommen, bei denen die Kontrahenten mit ihren Schnäbeln aufeinander losgehen. Auch Verfolgungsjagden wurden beobachtet.

## Nahrung und Nahrungserwerb
Die Nahrung des Triels ist fast ausschließlich animalisch, nur in sehr geringem Maße werden auch Sämereien, Pflanzen und Pflanzenteile aufgenommen. Vorwiegend werden Insekten aller Art, landlebende Weichtiere, Würmer sowie Spinnen und Asseln erbeutet. Kleine Eidechsen und Schlangen gehören ebenso ins Beutespektrum wie Jungvögel und Vogeleier sowie verschiedene kleine Säugetiere. Die Beutetiere werden am Boden gesucht und sowohl optisch als auch akustisch geortet, vielfach nach der Entdeckung auch kurze Strecken laufend oder fliegend verfolgt. Steine werden umgedreht, wenn darunter Beute vermutet wird.
Der Nahrungserwerb findet fast ausschließlich in den Dämmerungsstunden und nachts statt, nur während der Brutzeit gelegentlich auch am Tage.

## Brutbiologie

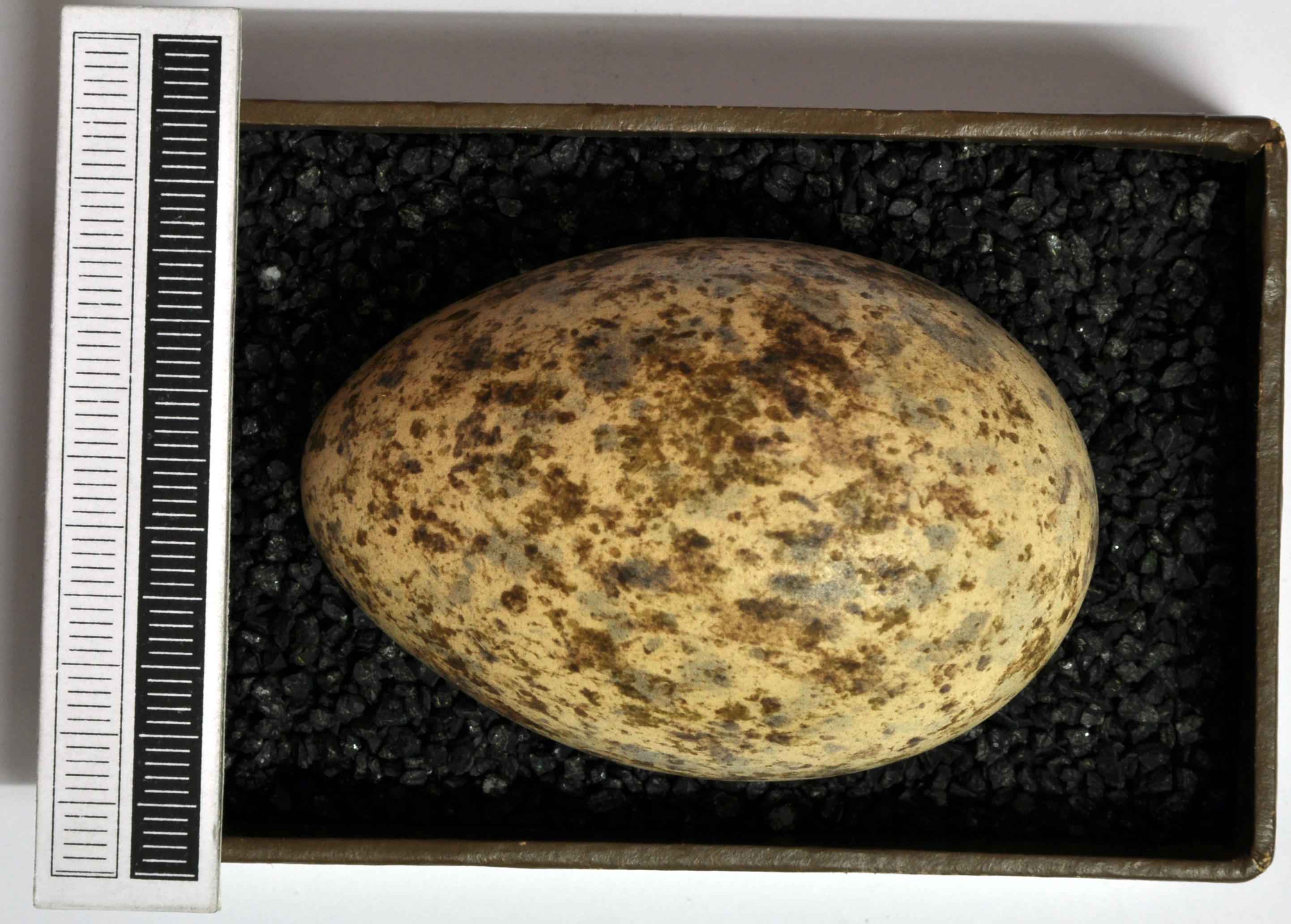
Ei (Sammlung Museum Wiesbaden)

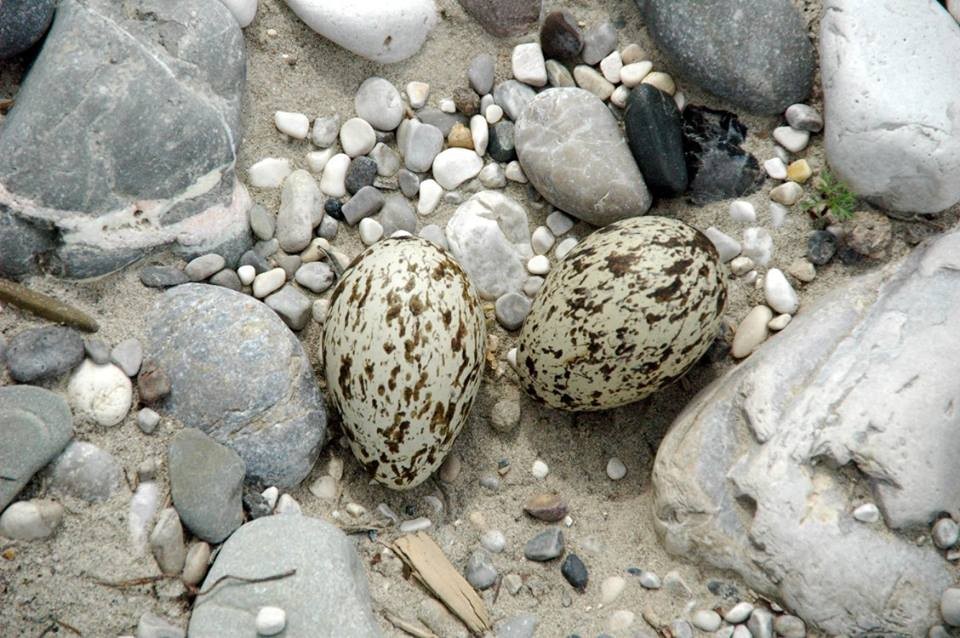
Gelege im Mündungsgebiet des Tagliamento (Norditalien)

Während der Balzzeit und der Zeit der Jungenaufzucht sind Triele territorial, doch werden Jungvögel aus Erstbruten und möglicherweise auch unverpaarte Artgenossen im Revier geduldet. Bruthilfe wurde beobachtet. Der Triel führt wahrscheinlich eine monogame Saisonehe, doch bestehen Hinweise, dass die Paarbildung bereits im Winterquartier erfolgt und die Partner verpaart den Heimzug antreten. Frühestens mit einem Jahr, meist aber erst nach dem zweiten Heimzug beginnen Triele zu brüten. Während des Balzrituals dreht das Männchen mehrere Nistmulden und zeigt sie durch Schleudern von Steinchen und Scheinbrüten an. Die Auswahl für den endgültigen Nistplatz trifft das Weibchen. Die Balzrituale sind recht vielfältig. Vor allem bestehen sie aus verschiedenen Sprungtänzen und gegenseitigen Verbeugungen. Die Niststandorte liegen meist auf vegetationslosem oder zumindest vegetationsarmen Untergrund, oft etwas erhöht und in der Nähe von Gebüschen. Das Gelege besteht aus zwei (sehr selten drei) sand- beziehungsweise lehmfarbenen Eiern und wird von beiden Eltern bebrütet. Zweitbruten sind häufig, möglicherweise sogar die Regel. Ebenso kommt es oft zu Brutverschachtelungen, sodass Paare mit fast flüggen und eben erst geschlüpften Jungen beobachtet wurden. Die Eltern verteidigen das Gelege energisch. Zu nahe kommende Weidetiere werden durch Zischen und Fauchen sowie durch Flugangriffe vertrieben; auch potentielle Nesträuber, wie zum Beispiel Hermeline, können solcherart erfolgreich von ihrem Vorhaben abgebracht werden. Die Brutdauer liegt zwischen 25 und 27 Tagen; die Jungen sind in den ersten Stunden recht hilflos, können aber bald von den Eltern vom Nest weggelockt werden. In Gefahrensituationen drücken sie sich mit vorgestrecktem Kopf flach auf den Boden und verharren regungslos, bis von den Altvögeln Entwarnung kommt. In einer solchen Situation können sie sogar aufgenommen werden, ohne dass eine Fluchtreaktion erfolgt. Spätestens 40 Tage nach dem Schlüpfen  sind die Nestflüchter flugfähig. Etwa ebenso lange werden sie auch noch weiter von den Eltern betreut.

## Bestandsentwicklung
In Mitteleuropa sind seit Mitte des 20. Jahrhunderts die Trielbestände zusammengebrochen. Verantwortlich für diese Entwicklung war vor allem die Vernichtung geeigneter Bruthabitate etwa durch Flussregulierungen, Kultivierung ehemals brachliegender Ödflächen oder durch Straßenbau. Dazu kommen Biozideintrag, Störungen in den verbliebenen Brutgebieten und im zunehmenden Maße eine starke Beeinträchtigung der Überlebensmöglichkeiten in den Überwinterungsgebieten.
In Mitteleuropa gibt es nur mehr in Ungarn und im Elsass kleine, aber einigermaßen stabile Populationen. In den Niederlanden und in Polen gilt er als ausgestorben, in Deutschland und in Tschechien als vom Aussterben bedroht. In den zuletzt genannten Staaten dürften jedoch, wie Brutzeitbeobachtungen nahelegen, kleine Restvorkommen der Art bestehen. In Österreich hält sich eine sehr kleine Population im Marchfeld und im Steinfeld. Die Bestandszahlen liegen bei 2 Brutpaaren im Marchfeld und etwa 7–9 im Steinfeld. Sie sind zurzeit (Stand 2019) nicht mehr stabil, im Marchfeld sind die letzten beiden Brutpaare durch den Bau der Marchfeld-Schnellstraße S8 akut bedroht. Im Dezember entschied das Bundesverwaltungsgericht allerdings insbesondere aufgrund der Gefährdung des Brutgebiets des Triels letztinstanzlich, dass die Schnellstraße nicht umweltverträglich sei.  Damit wird das Projekt nicht umgesetzt.
Die größten und stabilsten Bestände der Art weisen Spanien und Frankreich mit zusammen etwa 50.000 Brutpaaren auf.
Von der IUCN wird die Art weltweit als ungefährdet („least concern“) eingestuft.

## Namensherleitung
Der deutsche Name ist vom Ruf der Art hergeleitet, ist also eine onomatopoetische Bezeichnung. Für den wissenschaftlichen Gattungsnamen Burhinus sind Herleitungen von  griech. hē būs und griech. tò rhinòn also Rinderhaut, beziehungsweise griech. hē būs und griech. hē rhís denkbar. Die eine würde die Färbung der Beine zu beschreiben versuchen, die andere – Rindernase – die Kopfform umschreiben. oedicnemus setzt sich aus dem Verb griech. oidéō (schwellen) und dem griech. Substantiv hē knēmē (Wade) zusammen, entspricht also in etwa dem englischen Namen Thick-knee.